# Se ci sei batti un colpo
Se ci sei batti un colpo (Turn of the Table) è un romanzo giallo del 1940 scritto da Jonathan Stagge (pseudonimo del duo di giallisti già operanti come Patrick Quentin); è il quarto della serie con protagonisti il dottor Hugh Westlake e sua figlia Dawn.

## Trama
Bruce Bannister è un uomo d'affari di successo che a causa della sua salute malferma (soffre di cuore) ha deciso di ritirarsi prima del tempo in campagna e vivere una vita tranquilla. Ma nella villa dove si è ritirato con la sua seconda moglie e i figli di primo letto di entrambi, arriva una giovane infermiera, Eleanor Frame, che proclama di essere nipote della sua prima moglie, Grace, morta suicida, e di essere in grado di evocare il suo fantasma in una seduta spiritica. Da qualche tempo, quindi, l'intera famiglia è obbligata a riunirsi ogni sera intorno al tavolo ed assistere all'evocazione. Una sera, all'ennesima seduta viene invitato anche il dottor Westlake. Ma proprio quella sera, al culmine dell'evocazione, Bruce viene colto da un attacco di angina. Westlake interviene somministrandogli una delle sue compresse....che però si rivela avvelenata, e lo uccide all'istante! 
Nessuno si sogna di sospettare Westlake, che tutt'al più è stato l'arma inconsapevole del vero assassino. Ma lui si sente personalmente coinvolto, e inizia ad indagare. Presto alla prima vittima se ne aggiungerà un'altra. Sono tutte morti collegate agli spiriti e alla misteriosa morte della prima signora Bannister? O dietro di esse ci sono motivi molto più materiali?

## Personaggi principali
- Hugh Westlake, medico di Kenmore
- Dawn Westlake, sua figlia
- Ispettore Cobb, della polizia di Grovestown
- Bruce Bannister, facoltoso banchiere
- Sheila Bannister, seconda moglie di Bruce
- Greg Bannister, figlio di primo letto di Bruce
- Linette Thorpe, Oliver Thorpe, figli di primo letto di Sheila
- Trimble Comstock, avvocato
- Sarah Deane, madre di Bruce
- Eleanor Frame, infermiera, medium e presunta nipote della prima moglie di Bruce
- David Hanley, uomo d'affari

## Edizioni italiane
- Se ci sei batti un colpo, collana Il Giallo Mondadori n. 128, Arnoldo Mondadori Editore, luglio 1951.
- Se ci sei batti un colpo, traduzione di Edoardo Erba, collana I classici del Giallo Mondadori n. 424, Arnoldo Mondadori Editore, aprile 1983, pp. 218.